# 白山市立図書館
白山市立図書館（はくさんしりつとしょかん）は、石川県白山市の公共図書館の総称。白山市立松任図書館、白山市立美川図書館、白山市立鶴来図書館、白山市立かわち図書館、白山市立鶴来図書館本町分館の4図書館1分館と移動図書館車「のびのび号」からなる。
2005年（平成17年）2月1日に白山市合併以前の旧市町村の公共図書館の事務を継承した。2006年（平成18年）7月、移動図書館「のびのび号」が運行を開始。2008年（平成20年）1月22日に図書館情報システムを稼働している。合併時に市立図書館となった吉野谷、鳥越、尾口及び白峰図書館は2013年（平成25年）4月1日をもって各公民館図書室に変更された。

## サービス
貸出登録条件
- 白山市在住者または白山市に通勤・通学する者
- 金沢市・小松市・能美市・野々市市・川北町各市町の在住者

館外貸出
10点まで（全図書館の合計数）、ただしAV資料は2点まで、2週間
休館日
月曜日（祝日の場合は翌日）
12月29日～1月4日
特別整理期間

## 白山市立松任図書館
白山市立松任図書館は白山市古城町305番地の松任学習センタープララ内にある白山市立図書館のひとつである。

### 歴史
皇太子嘉仁親王の北陸地方行幸を記念して1909年（明治42年）7月13日、設立の認可を得て松任町に石川郡立図書館が開館。1923年（大正12年）郡制廃止に伴い4月1日、財団法人石川郡自治協会所属に変更、石川郡自治協会図書館となった。しかし維持困難となり、ほとんど閉鎖同然となっていた。その後は郡町村会事務局の管理に委ねられていた。1950年（昭和25年）には館内に石川県立図書館松任分館が設置されている。
松任町立図書館は1955年（昭和30年）6月に町立図書館設置条例を制定、公民館図書部の蔵書をそのまま引き継いで松任公民館に同居する形で発足した。
1959年（昭和34年）2月、旧松任警察署の建物を改装して移転した。
1960年（昭和35年）3月に石川郡自治会図書館及び石川県中央図書館 松任分館の資料のすべてを松任町立図書館へと移譲し、1964年(昭和39年)まで石川県中央図書館の松任分館の業務も併せて行っていた。
1966年（昭和41年）11月、竣工した総合福祉センター内に移転。1970年（昭和45年）10月10日、松任市市制施行に伴い松任市立図書館と改称した。
1977年（昭和52年）7月、建設された市民文化会館に移転し、名称を「松任市中央図書館」と改めた。
2002年（平成14年）10月、旧市役所跡にオープンした松任市学習センターに移転。松任市立図書館に再度改称した。
2005年（平成17年）2月1日、白山市合併・発足に伴い、「白山市立松任図書館」に改称。
2016年（平成28年）10月28日、住所地番が「白山市古城町1番地」から「白山市古城町305番地」に変更となった。

### 施設構造
松任学習センターは図書館、児童館、コンサートホール、ライブシアター、研修室からなる複合施設である。
2013年度から建物全体の管理とホール部分の運営に指定管理者制度を導入。
2019年度から愛称を「プララ」としている。

### サービス
開館時間
平日：9時30分 - 19時00分
土日祝：9時30分 - 18時00分

## 白山市立美川図書館
白山市立美川図書館は白山市美川浜町ヨ103番地にある白山市立図書館のひとつである。

### 歴史
1899年（明治32年）頃に美川町の当時の助役であった田中伊平ら有志が図書館を作ろうと計画が持ち上がり、1901年（明治34年）4月1日に田中邸の一部に美川読書館を開設。数次の移転を繰り返した後、町当局に諮り美川小学校内に管理を委託することになった。1905年（明治38）年3月、町に移管して町立美川図書館と称し、翌1906年（明治39年）9月27日文部大臣の認可を得た。
1946年（昭和21年）4月、小学校では不便として北町の徳證寺の本堂後方、旧託児所に移転し、青年団文化部が管理した。
1948年（昭和23年）12月、役場の2階公会堂の一部を仕切って移転。
1951年（昭和26年）11月11日、旧自治体警察の建物に公民館とともに移転、開館。
1954年（昭和29年）11月1日、美川町・蝶屋村・湊村の町村合併により条例を改めて「美川町中央図書館」となり、また分館を置くことができることになっていたが設置されることはなかった。
1978年（昭和53年）11月、旧役場跡に新築移転。
2005年（平成17年）2月1日、白山市合併・発足に伴い、「白山市立美川図書館」に改称。
2014年（平成26年）11月1日、美川支所跡地に移転。

### サービス
開館時間
9時30分 - 18時00分

## 白山市立鶴来図書館・本町分館
白山市立鶴来図書館は白山市七原町77番地の鶴来総合文化会館クレイン内にある白山市立図書館のひとつである。分館に白山市鶴来本町四丁目ヌ85番地の鶴来支所1階にある白山市立鶴来図書館本町分館がある。

### 歴史
1901年（明治34年）10月、鶴来町役場内に鶴来同窓会図書室を設け、後に小学校内に移したが、町立図書館を開館することになったため所蔵の図書全てを譲与し、1920年（大正9年）7月1日に町立図書館が開館した。
昭和20年代前半頃に廃館同様の存在となっていたところ、小学校から公民館へ移転して一人三十冊献本運動を行い、さらに購入希望図書調査を実施している。
1954年（昭和29年）に条例を制定、1963年（昭和38年）まで当時の鶴来町公民館の一階に併設されていた。三八豪雪による被害で約1年間、役場2階公会堂で開館していたが、新たに鶴来公民館が完成したためその2階に移転した。1974年（昭和49年）、新築された中央公民館（社会教育センター）に移転した。
2000年（平成12年）7月15日、竣工した鶴来町総合文化会館クレイン内に移転して「本館」とし、従来の図書館を「本町三丁目図書室」とした。
2005年（平成17年）2月1日、白山市合併・発足に伴い、「白山市立鶴来図書館」及び「白山市立鶴来図書館本町分館」に改称。「中央公民館（社会教育センター）」は「鶴来公民館」に、町役場は「鶴来支所」となった。
2014年（平成26年）10月26日、鶴来公民館の移転に伴い鶴来図書館本町分館が鶴来支所内に移転。

### 施設構造
白山市鶴来総合文化会館クレインは文化ホール、図書館、児童館、生涯学習施設の4機能を備えた会館。2014年度より指定管理者制度を導入している。
鶴来支所は白山市役所支所のひとつ。かつての鶴来町役場で、1階に鶴来公民館があり、鶴来公民館には白山市立鶴来図書館本町分館がある。支所業務は全て2階で行われている。

### サービス
開館時間
平日：9時30分 - 19時00分
土日祝：9時30分 - 18時00分
鶴来図書館本町分館：10時00分 - 17時00分

## 白山市立かわち図書館
白山市立かわち図書館は白山市河内町福岡77番地のかわち保健センター内にある白山市立図書館のひとつである。

### 歴史
1918年（大正7年）10月3日、河内村では設立の認可を得て河内村図書館を白山小学校の一室に開館。白山小学校は1947年（昭和22年）河内村立河内小学校に改名した後、1951年（昭和26年）一ノ宮村 (石川県石川郡)の分村に伴い廃止された。
1977年（昭和52年）に河内村住民総合センターが竣工し、公民館にあてられた2階に図書室が開設された。
2004年（平成16年）10月16日、保健センター及び図書館として整備が進められていたハローカントリーに河内村立かわち図書館として開館した。
2005年（平成17年）2月1日、白山市合併・発足に伴い、「白山市立かわち図書館」に改称。

### 施設構造
かわち保健センターは2004年（平成16年）4月にオープン、10月16日にかわち図書館が開館した際には両施設を合わせて「ハローカントリー」と呼ばれ、「白山市立図書館 図書館の概要」の「案内図」にも平成30年度版までは施設名として「（ハローカントリー）」と記されてきたが、令和元年度版からは「（かわち保健センター）」とされている。
2012年度（平成24年度）には河内公民館が、2016年（平成28年）3月28日には河内市民サービスセンターも移転してきた。

### サービス
開館時間
10時00分 - 18時00分

## 移動図書館「のびのび号」
2006年（平成18年）7月19日から運行を開始。積載図書数は約2,000冊である。

## かつてあった図書館
白山市立吉野谷図書館
白山市合併前の吉野谷村図書館。2013年（平成25年）4月1日に吉野谷公民館図書室となった。
白山市立鳥越図書館
白山市合併前の鳥越村図書館。2013年（平成25年）4月1日に鳥越公民館図書室となった。
白山市立尾口図書館
白山市合併前の尾口村立図書館。2013年（平成25年）4月1日に尾口公民館図書室となった。
白山市立白峰図書館
白山市合併前の白峰村立図書館。2013年（平成25年）4月1日に白峰公民館図書室となった。